# Brug 331
Brug 331 is een vaste brug in Amsterdam-West over een koelwaterkanaal. Op circa 10 meter noordelijk van brug 331 ligt brug 391, een spoorbrug. Weer twintig meter verder ligt de combinatie brug 330 (weg) en brug 390 (spoor) in de Nieuwe Hemweg over hetzelfde kanaal.

## Brug 331
De verkeersbrug is gelegen in de Westhavenweg en overspant het koelwaterkanaal aldaar, dat uitmondt in de Sonthaven. Er lag hier van 1951 tot 2013 een brug ontworpen door Piet Kramer, werkzaam bij de Dienst der Publieke Werken. Hij ontwierp zijn meeste bruggen in de Amsterdamse Schoolstijl. Die stijl was hier echter nauwelijks terug te vinden. De stijl was alleen terug te vinden in de pijler in het midden van de brug. Wat wel typisch van de hand van Kramer kwam, waren de sierlijke smeedijzeren balustrades (met name overgang tussen brug en landhoofd) en de natuurstenen landhoofden. Het geheel werd gedragen door een combinatie van de houten en betonnen paalfundering. Het rijdek lag op een stalen plaat.
In 2013/2014 werd die stalen brug vervangen door een betonnen, die voldeed aan de toenmalige eisen. Daarbij lijkt het originele leuningwerk teruggeplaatst te zijn.

## Brug 391
Brug 391 is een spoorbrug in het spoorwegemplacement, dat parallel loopt aan de Westhavenweg. Deze betonnen brug op een betonnen paalfundering stamt uit circa 1951. De brug kent een brugpijler in het midden met aan beide kanten een doorvaart, maar gezien de laagte van de brug en de stroomsnelheid is varen hier bijna onmogelijk. Omdat de brug ook goederentreinen moet kunnen dragen, is ze zodanig zwaar uitgevoerd dat de overspanningen al in de taluds beginnen. De breedte is 400 centimeter. Over de brug ligt een dubbelspoor met een rangeervlak. 

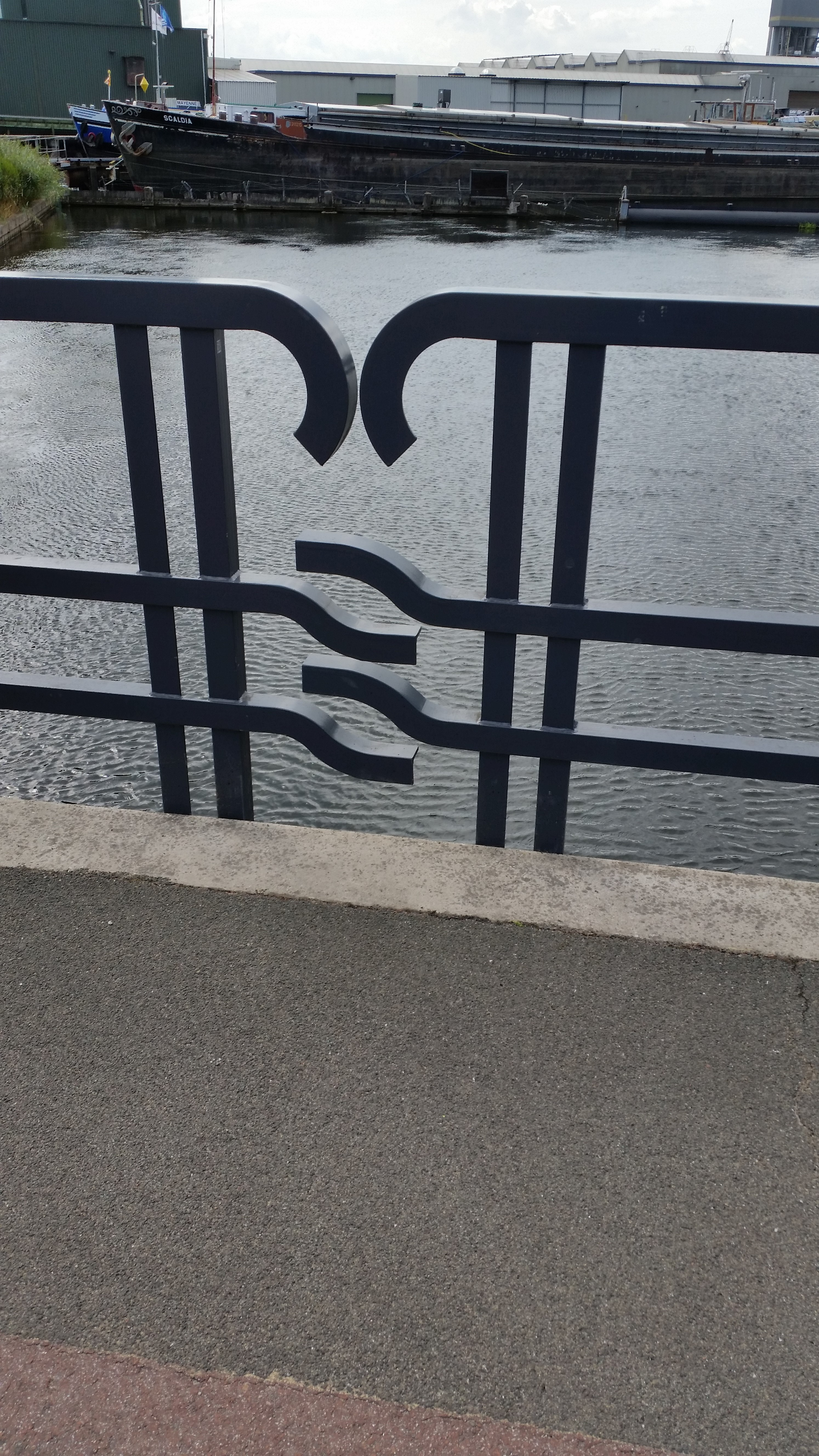
Leuningwerk (augustus 2018)
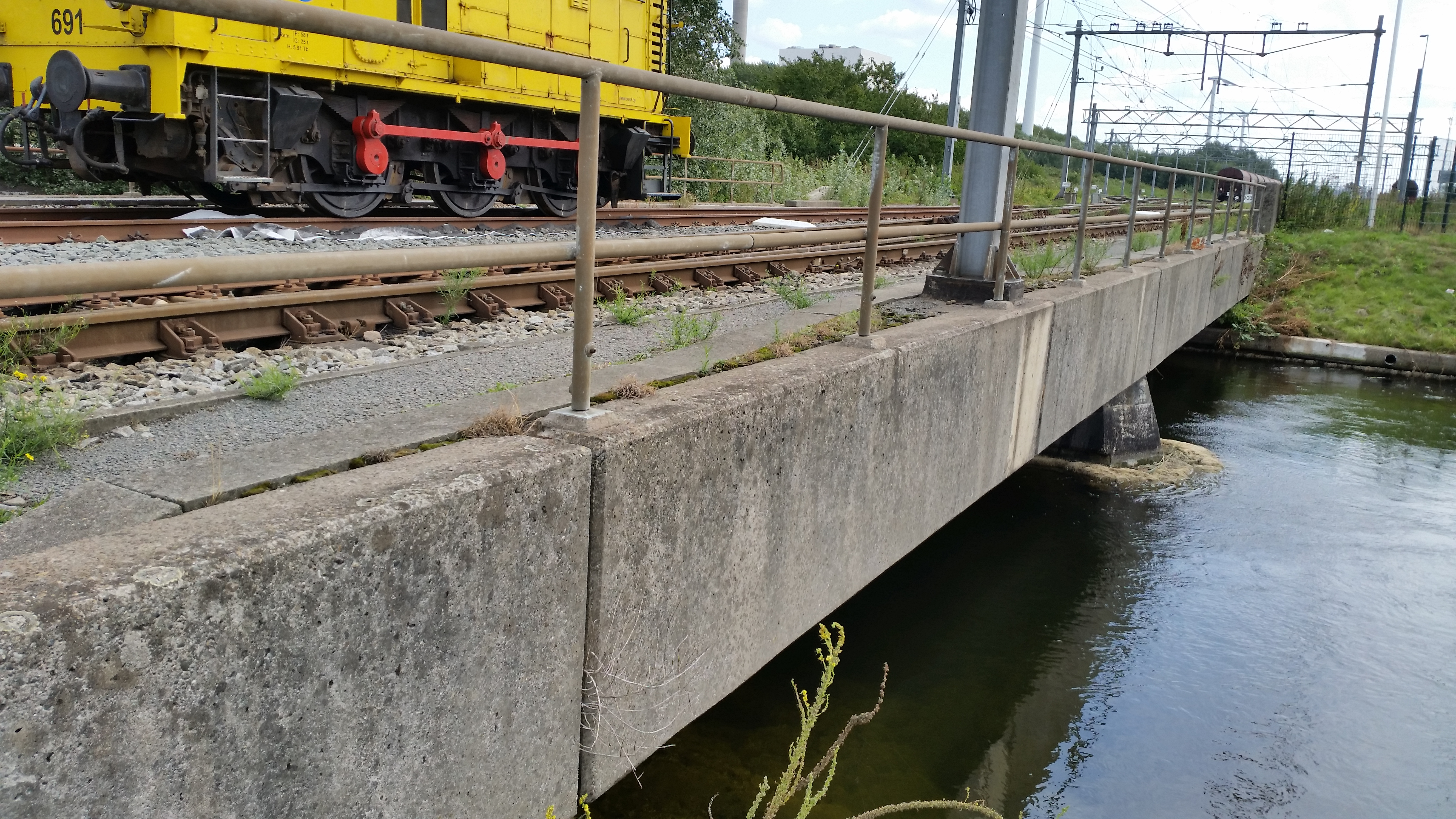
Brug 391 (augustus 2018)

<<< · 300 · 301 · 302 · 303 · 304 · 305 · 306 · 307 · 308 · 309 · 310 · 311 · 312 · 313 · 314 · 315 · 316 · 317 · 318 · 320 · 321 · 322 · 323 · 324 · 325 · 327 · 328 · 330 · 331 · 332 · 333 · 334 · 335 · 336 · 337 · 338 · 339 · 340 · 341 · 342 · 343 · 344 · 345 · 346 · 347 · 348 · 349 · 350 · 351 · 352 · 353 · 354 · 355 · 356 · 357 · 358 · 359 · 360 · 361 · 362 · 363 · 364 · 365 · 366 · 367 · 368 · 371 · 372 · 373 · 374 · 375 · 376 · 377 · 378 · 379 · 380 · 381 · 382 · 383 · 385 · 386 · 387 · 388 · 389 · 390 · 391 · 392 · 393 · 394 · 395 · 396 · 397 · 398 · 399 · >>>
Brugnummers 319, 326, 329 (tijdelijke duiker in de Ringspoordijk), 369, 370, 384 zijn niet (meer) vergeven.